# 815型電子偵察艦
815型电子侦察舰及其改進型815A型是中国人民解放军海军現役的电子侦察艦，由中国船舶工业集团第708研究所设计、沪东中华造船厂承建，均采用长艏楼布局和双机、双调距桨、双舵设计。815型建有1艘，曾用舷号815、“東調232”，后改名为“北极星号”（舷号851）；815A型在815型基础上改进研制，造有两个批次，共8艘。

## 參照
- 中國人民解放軍海軍軍艦列表